# Rita Gautschy
Rita Gautschy, geborene Loidl, (* 9. Mai 1973 in Bad Ischl) ist eine österreichische Astrochronologin, Archäoastronomin, Astronomin und Archäologin mit Österreichischer und Schweizer Staatsbürgerschaft.

## Leben
Gautschy studierte ab 1991 Astronomie an der Universität Wien und wurde 2001 mit einer Dissertation zum Thema Spectral variability of Carbon stars: A comparison between theory and observations promoviert. Daneben studierte sie ab 1996 bereits Klassische Archäologie an der Universität Wien.
Nach einer Babypause absolvierte sie ab 2003 an der Universität Basel das Studium der Klassischen Archäologie und der Altertumswissenschaften und erwarb 2006 das Lizenziat mit einer Arbeit über Gestirnsdarstellungen auf Vasen aus Unteritalien. 2014 habilitierte sie in den Altertumswissenschaften und 2016 in Physik, jeweils mit wissenschaftshistorischen Themen.
Von 1996 bis 2001 war Gautschy (damals noch Loidl) wissenschaftliche Mitarbeiterin am Institut für Astronomie der Universität Wien. Von 2008 bis 2014 war sie wissenschaftliche Mitarbeiterin am Departement Altertumswissenschaften der Universität Basel.
Seit 2014 ist Gautschy Privatdozentin für Altertumswissenschaften unter besonderer Berücksichtigung der Wissenschaftsgeschichte mit den Forschungsschwerpunkten
- Chronologie Ägyptens und Vorderasiens
- Genauigkeit antiker astronomischer Beobachtungen
- Astronomiegeschichte.

Sie ist Vizepräsidentin des Basler Forums für Ägyptologie und Vizepräsidentin der Bernoulli-Euler-Gesellschaft.

## Auszeichnung
2012 erhielt sie als erste Frau den Cogito-Preis. Ziel der Cogito Foundation ist es, die Verständigung zwischen den Natur- und Geisteswissenschaften zu fördern.

## Veröffentlichungen (Auswahl)
- mit Roland Färber (Hrsg.): Zeit in den Kulturen des Altertums. Antike Chronologie im Spiegel der Quellen. Böhlau, Wien / Köln / Weimar 2020, ISBN 978-3-412-51815-8.